# Heinrich III. (Münsterberg-Oels)
Heinrich III. von Münsterberg-Oels (auch: Heinrich III. von Podiebrad, Heinrich III. von Bernstadt, tschechisch: Jindřich III. Minstrbersko-Olešnický; * 29. April 1542 in Oels; † 10. April 1587 ebenda) war Herzog von Münsterberg und 1565–1574 Herzog von Bernstadt. Zudem führte er den Titel eines Grafen von Glatz. 

## Leben
Heinrich III. entstammte dem Münsterberger Familienzweig des böhmischen Adelsgeschlechts Podiebrad. Seine Eltern waren Heinrich II. von Münsterberg und Oels und Margarethe (1515–1559), Tochter des Heinrich V. von Mecklenburg-Schwerin. Heinrich III. war mit Magdalena Meseritsch von Lomnitz (Mezeřicka z Lomnice) verheiratet. 
Beim Tod seines Vaters 1548 war Heinrich erst sechs Jahre alt, deshalb stand er zunächst unter der Vormundschaft seines Onkels Johann, der ab 1548 bis zu seinem Tod 1565 auch als Herzog von Bernstadt titulierte. Im selben Jahr übernahm Heinrich III. die Regentschaft über das Herzogtum Bernstadt. Wegen Überschuldung verkaufte er dieses mitsamt dem Schloss und einigen Dörfern 1574 der Familie von Schindel. 
Heinrich III. starb ohne Nachkommen 1587. Das Herzogtum Bernstadt wurde 1604 von Heinrichs Bruder Karl II. zurückerworben. 